# Ryan Broussard
Ryan Broussard, född 14 september 1989 i Breaux Bridge, Louisiana, är en amerikansk skådespelare.
Broussard har bland annat medverkat i TV-serierna Only Murders in the Building (2021-2024) och Alert: Missing Persons Unit från 2023. Han har även medverkat i filmerna A Christmas Wish från 2019.

## Filmografi (i urval)
- 2019: A Christmas Wish
- 2021-2024: Only Murders in the Building
- 2023: Alert: Missing Persons Unit